# Bucky (röntgenapparaat)

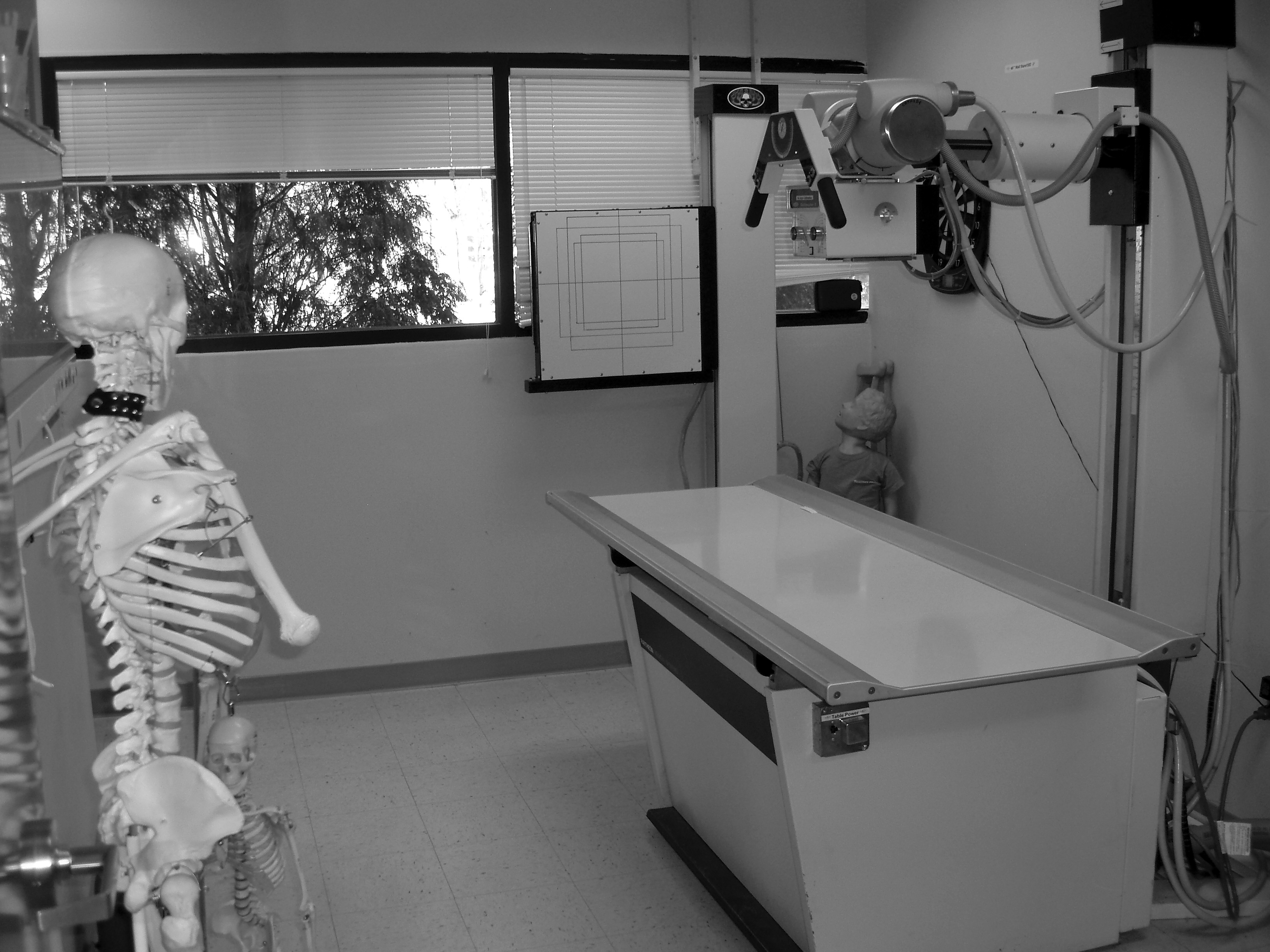
Buckykamer met een wand- en tafelbucky

Een bucky is een onderdeel van een medisch röntgenapparaat. Het is een systeem waarin een cassettelade en een strooistralenraster zijn gecombineerd. Er zijn horizontale en verticale bucky's (tafelbucky en wandbucky) die meestal samen zijn geplaatst in een buckykamer. De buckykamer werd in 1913 uitgevonden door de Duitse radioloog Gustav Bucky.

## Gebruik
Een cassette waarin een röntgenfilm of fosforplaat zit wordt in de cassettelade van de bucky geplaatst. Deze is loodrecht gericht op de stralenbundel uit het röntgenapparaat. Het strooistralenraster bevindt zich tussen de lade en de röntgenbuis. Het raster bestaat uit dunne lamellen die evenwijdig lopen met de stralenbundel. De stralen uit de röntgenbuis worden bijna ongehinderd doorgelaten om zo de achterliggende film te bereiken. Het te fotograferen object (patiënt) komt tussen de bucky en de röntgenbuis. De door het object verstrooide straling heeft een andere richting dan de uit de röntgenbuis komende straling. Deze zogenoemde strooistralen worden door de lamellen van het strooistralenraster geabsorbeerd. Om te voorkomen dat de lamellen op de foto zichtbaar zijn, wordt het raster tijdens een opname in trilling gebracht.

## Waarom?
De strooistralen die op een röntgenfilm vallen belichten wel de film, maar zijn niet beeldvormend. Ze creëren een sluier op de film die het beeldcontrast verlaagt.
Grote/dikke objecten veroorzaken veel strooistralen en daarvoor is het gebruik van een strooistralenraster van groot belang. Voor dunne/kleine objecten is de hoeveelheid strooistralen bijna te verwaarlozen en dan wordt de bucky ook meestal niet gebruikt.

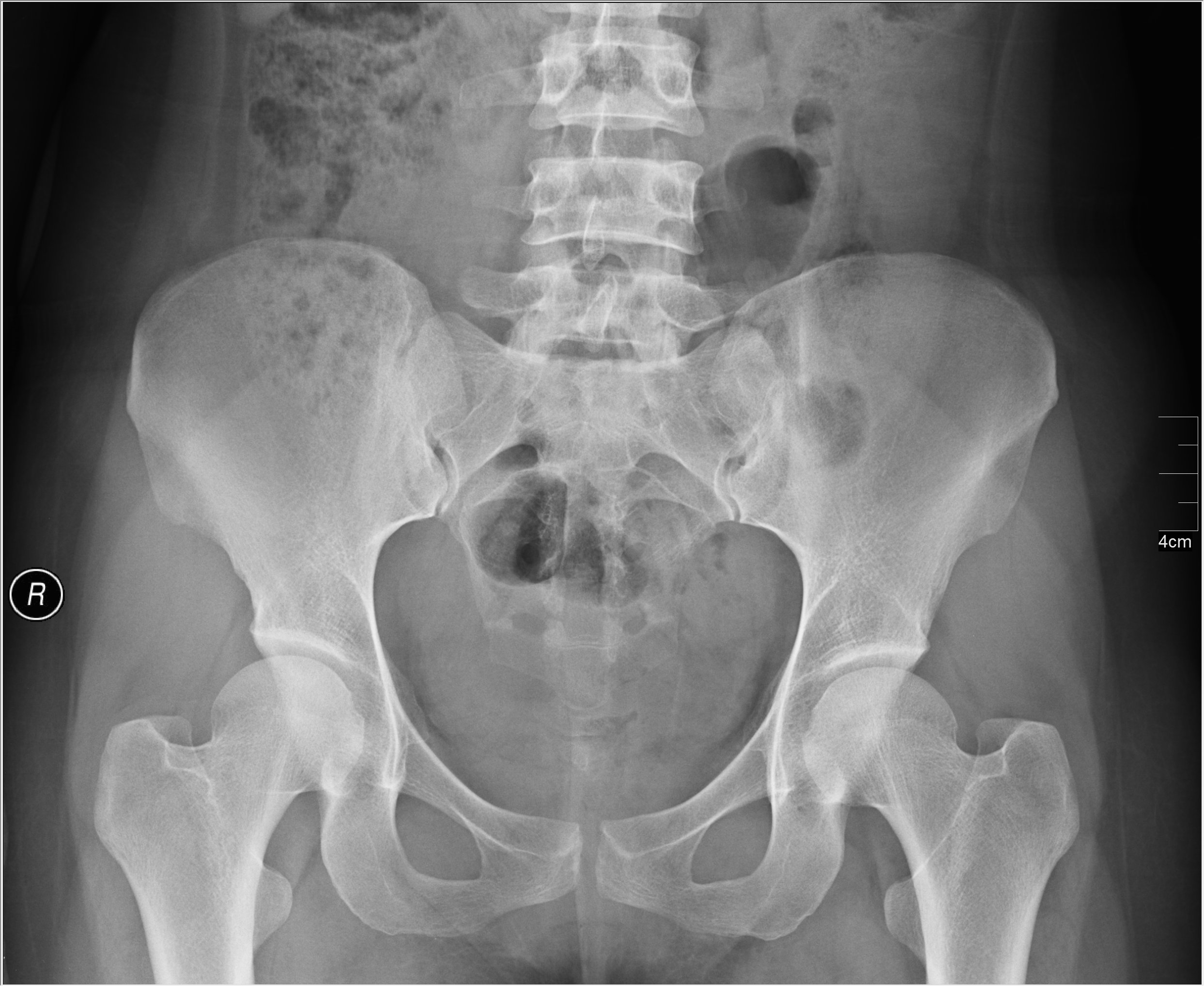
Foto van het bekken

Met de wandbucky worden o.a. opnamen gemaakt van de borstkas en met de tafelbucky o.a. van bekken en buik.
Bij gebruik van een strooistralenraster moet de stralendosis een stuk hoger zijn dan wanneer men zonder raster fotografeert om de vereiste beeldhelderheid te verkrijgen.